# Militärisches Nachrichtenwesen

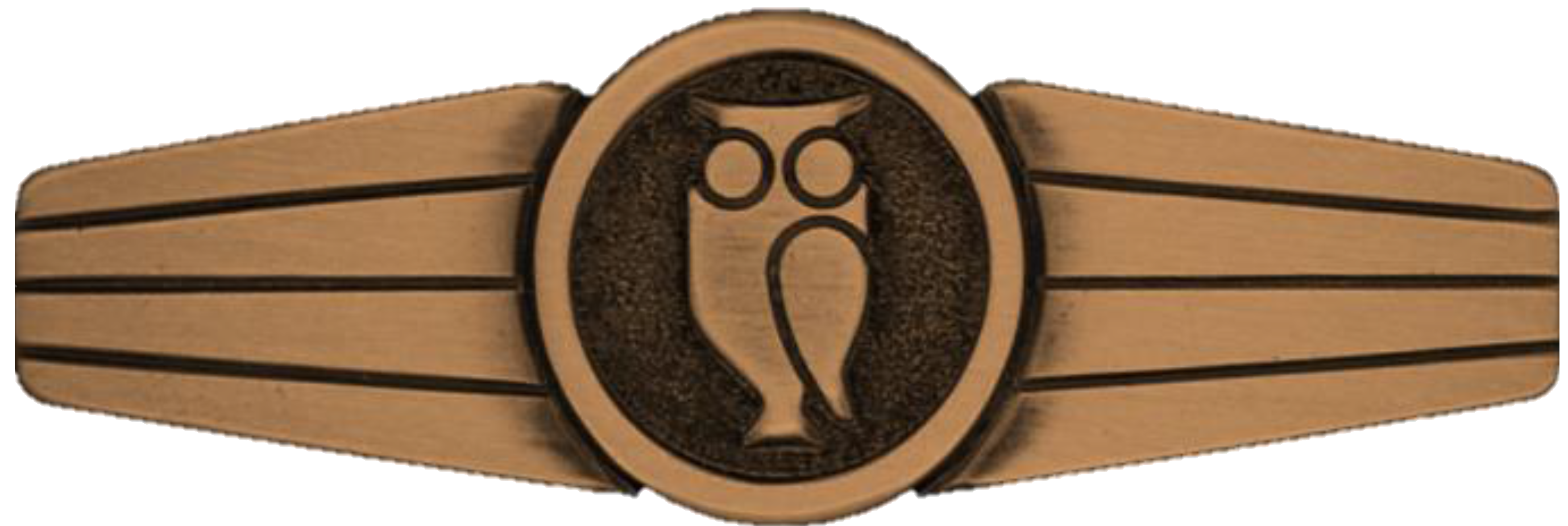
Tätigkeitsabzeichen für Soldaten des Militärischen Nachrichtenwesens

Das Militärische Nachrichtenwesen (MilNW; auch Führungsgrundgebiet 2 – FGG 2) der Bundeswehr befasst sich mit der Informationsgewinnung, -verarbeitung und -auswertung der Streitkräfte im Frieden, Spannungs- und Verteidigungsfall und mit der Frage, wie und mit welchen Mitteln der Informationsbedarf eigener militärischer Kräfte gedeckt werden kann.
Das MilNW umfasst als Führungsgrundgebiet der Bundeswehr alle Personen, Organisationen, Einrichtungen, Regelungen und Verfahren im Geschäftsbereich des Bundesministeriums der Verteidigung (BMVg), deren Aufgabe das gesteuerte Zusammenwirken in den Teilbereichen ist. Seine Komponenten sind in alle Bereiche der Streitkräfte eingebettet. Insgesamt arbeiten etwa 7.000 der rund 180.000 Bundeswehr-Angehörigen in seinem Tätigkeitsfeld.
Verfassungsrechtliche Grundlage bildet Art. 87a Grundgesetz. Einfachgesetzliche Regelungen speziell zum Militärischen Nachrichtenwesen bestehen nicht. Als integraler Bestandteil der Streitkräfte unterfällt es keinem speziellen Rechtsrahmen.

## Aufgaben
Das Militärische Nachrichtenwesen ist eine originäre und seit jeher bestehende Aufgabe innerhalb und im Wesentlichen auch für die Streitkräfte, die durch Stabs- und Dienststellen sowie Einrichtungen aller Führungsebenen im Rahmen ihres verfassungsrechtlichen Auftrages wahrgenommen wird.
Der zentrale Auftrag des Militärischen Nachrichtenwesens der Bundeswehr ist, im gesamten Aufgabenspektrum der Bundeswehr, auf allen Führungsebenen, in allen Dimensionen (Land, Luft, See, Cyber- und Informationsraum, Weltraum) und dimensionsübergreifend, zeitgerecht Informationen und Erkenntnisse zu gegnerischen Kräften und Staaten, deren Dislozierung, Taktiken und Fähigkeiten sowie zu Absichten und Lageentwicklungen in Einsätzen oder im Gefecht zu erfassen, auszuwerten und bereitzustellen, um so eine wesentliche Grundlage für eine eigenständige Entscheidungs- und Handlungsfähigkeit für alle militärischen Führungsebenen (taktisch, operativ, strategisch) und für die politische Leitung des Verteidigungsressorts zu gewährleisten.
Aufklärungsziele sind Dislozierung und Fähigkeiten, Stärke und Ausrüstung sowie Schwerpunkt gegnerischer Kräfte und deren Logistik.
Das Militärische Nachrichtenwesen der Bundeswehr hat eine Informations-, Warn- sowie Schutzfunktion: Es soll die politische und militärische Führung über die Lage anderer Staaten informieren und frühzeitig auf krisenhafte Entwicklungen hinweisen, für die Streitkräfte in Vorbereitung und im Einsatz Erkenntnisse über das Einsatzgebiet bereitstellen, die mögliche Handlungsoptionen der Konfliktparteien darstellen und Schutzmaßnahmen empfehlen sowie die Sicherheitslage für die Streitkräfte im Inland und in den Einsatzgebieten bewerten und damit zur Militärischen Sicherheit beitragen. Ziel ist die lage- und ebenengerechte Informationssicherstellung.
Das Militärische Nachrichtenwesen arbeitet zur Erfüllung seiner Aufgaben mit den Nachrichtendiensten des Bundes zusammen.
Das militärische Nachrichtenwesen unterliegt der parlamentarischen Kontrolle, etwa durch den Verteidigungsausschuss sowie des Wehrbeauftragten des Deutschen Bundestages.

## Organisation
Teilbereiche des Militärisches Nachrichtenwesens sind
- Nachrichtenmanagement (Lagebearbeitung und Berichterstattung),
- Nachrichtengewinnung und Aufklärung (NG&A) und
- Militärische Sicherheit (MilSichh).

Das Nachrichtenmanagement dient der rechtzeitigen, zielgerichteten, bedarfs- und ebenengerechten Informationsversorgung aller Führungsebenen. Das Kommando Aufklärung und Wirkung ist zentraler Informationsverarbeiter und -bereitsteller. Es wird dabei vom Zentrum für Geoinformationswesen der Bundeswehr unterstützt.
Zur Nachrichtengewinnung und Aufklärung (Joint Intelligence Surveillance and Reconnaissance – JISR) gehören die Fähigkeiten der Teilstreitkräfte und Organisationsbereiche, insbesondere deren verschiedene Sensorsysteme und alle Ausbildungskapazitäten des Militärischen Nachrichtenwesens.
Der Arbeitsbereich Militärische Sicherheit dient der Abwehr und dem Schutz der Bundeswehr im In- und Ausland gegen Angriffe sicherheitsgefährdender Kräfte. Insbesondere dient sie dem Schutz vor Spionage, Sabotage, Zersetzung, Extremismus und Terrorismus. Sie erfolgt durch den Militärischen Abschirmdienst (MAD) und zahlreiche für die Absicherung zuständigen Stellen in der territorialen Struktur der Streitkräftebasis.
Alle Teilbereiche und Komponenten bilden das System Militärisches Nachrichtenwesen (SysMilNW). Die Abteilungen für Militärisches Nachrichtenwesen bilden einen Stabsinstanzenzug (G 2/A 2-Dienst).

### Unterabteilung MEO I im BMVg
Im Bundesministerium der Verteidigung liegt die Zuständigkeit für das Militärische Nachrichtenwesen bei der Unterabteilung MEO I, die der Abteilung Militärstrategie, Einsatz und Operationen (MEO) nachgeordnet ist. Die seit Oktober 2023 von Brigadegeneral Oliver Prost geleitete Unterabteilung hat folgende Referate:
- MEO I 1: Grundsatz Militärisches Nachrichtenwesen; Kooperation im System MilNW
- MEO I 2: Konzeption, Fähigkeiten Aufklärung; Wirkung in der Dimension CIR
- MEO I 3: Sicherheits- und Bedrohungslage; Steuerung Nachrichtenmanagement und Aufklärung; Krisenfrüherkennung (Oberst i. G. Tölke)[10]
- MEO I 4: Militärattaché-Angelegenheiten Inland/Ausland; Diplomatische Genehmigungen
- MEO I 5: Identitätsschutz; Abwehr Kleinstdrohnen und behelfsmäßiger Sprengvorrichtungen; Fremdes Wehrmaterial

Die Gesamtverantwortung für das Militärische Nachrichtenwesen der Bundeswehr hat der Unterabteilungsleiter MEO I. Er ist im internationalen Verständnis der „Defence Intelligence Director“.

### Militärischer Abschirmdienst
Der Militärische Abschirmdienst (MAD) ist im Teilbereich Militärische Sicherheit des Militärischen Nachrichtenwesens tätig.

### Kommando Strategische Aufklärung
Das Kommando Strategische Aufklärung (KdoStratAufkl) in Grafschaft-Gelsdorf war bis März 2023 das Fähigkeitskommando für das Militärische Nachrichtenwesen und dessen integraler Bestandteil. Es war zuständig für die streitkräftegemeinsame Weiterentwicklung des Militärischen Nachrichtenwesens einschließlich der lehrgangsgebundenen Ausbildung. Dort fand eine zentrale Auswertung aus dem Bereich Nachrichtengewinnung und Aufklärung statt sowie die Darstellung der Ergebnisse der aktuellen militärischen Nachrichtenlage. Das Kommando war zentrale Ansprechstelle für den Bundesnachrichtendienst und für das Militärische Nachrichtenwesen in NATO-Strukturen.
Viele unterstellten Dienststellen wechselten unter das neu aufgestellte Kommando Aufklärung und Wirkung.

### Stabselemente
Stabselemente und Referate für Militärisches Nachrichtenwesen bestehen in allen militärischen Organisationsbereichen, im Einsatzführungskommando der Bundeswehr, sowie weiteren dem BMVg unmittelbar nachgeordneten Dienststellen.
Im Kommando Heer sowie im Kommando Streitkräftebasis besteht eine Unterabteilung Militärisches Nachrichtenwesen.

### Aufklärungskräfte
Die Teilstreitkräfte (Heer, Luftwaffe, Marine) sowie der Organisationsbereich Cyber- und Informationsraum verfügen über organische Aufklärungsmittel und -kräfte.

### Militärattachéstäbe
Die Militärattachéstäbe an den Botschaften sind eine Komponente des Militärischen Nachrichtenwesens. Sie werden truppendienstlich vom Streitkräfteamt geführt.

### Unterstützungselemente
Die zum Bundesnachrichtendienst dauerhaft versetzten Soldaten, die im Einsatzgebiet einer Auslandsmission tätig sind, werden in einem sogenannten „Unterstützungselement Militärisches Nachrichtenwesen“ (DEUNIST) verwendet. Ihnen steht Auslandsverwendungszuschlag statt Auslandsdienstbezügen zu.

### Einheitsaktenplan
Im Einheitsaktenplan für den Geschäftsbereich des Bundesministeriums der Verteidigung ist das „Militärische Nachrichtenwesen Bundesrepublik Deutschland“ der „Hauptgruppe 05“, der Teilbereich „Militärische Sicherheit“ der „Hauptgruppe 06“ zugeordnet.

## Ausbildung

### Verwendungsaufbaukonzept
Die Ausbildung des Personals im Militärischen Nachrichtenwesen richtet sich nach einem streitkräftegemeinsamen Verwendungsaufbaukonzept, welches 2015 vom Generalinspekteur der Bundeswehr erlassen wurde. Es formuliert streitkräftegemeinsame Anforderungen sowie erforderliche Kenntnisse und Fähigkeiten für das Personal. Mit laufbahnbezogenen Vorgaben für die Unteroffiziere mit Portepee, Offiziere des militärfachlichen Dienstes und Offiziere des Truppendienstes sind der jeweilige Verwendungsaufbau anhand idealtypischer Werdegänge skizziert. Offiziere des Truppendienstes und des Militärfachlichen Dienstes im Heer können in eigenen Werdegängen durch aufeinander aufbauende Verwendungen im Militärischen Nachrichtenwesen in Truppe, Stäben, Ämtern und Kommandobehörden bis in Spitzendienstgrade ihrer jeweiligen Laufbahn geführt werden. Der Werdegang Militärisches Nachrichtenwesen im Heer rekrutiert sich grundsätzlich aus allen Offizieren der Heeresaufklärungstruppe und der Elektronischen Kampfführung im Heer. Er umfasst im Kern neben den Dienstposten der beiden Truppengattungen auch sämtliche Stabsverwendungen in den Teilbereichen Nachrichtenmanagement und Militärische Sicherheit auf unterschiedlichen Verwendungsebenen und in allen Dotierungshöhen, die bisher keiner Truppengattung zugewiesen waren. Da der Werdegang in sich kein geschlossenes System ist, ist zudem ein Wechsel aus anderen Truppengattungen auf jeder Verwendungsebene möglich. Zur Deckung des personellen Mehrbedarfs erfolgt ein solcher Seiteneinstieg regelmäßig durch Offiziere, die in den Bataillonen und Regimentern ihrer Truppengattung den Dienstposten des Militärisches-Nachrichtenwesen-Offiziers (Abteilungsleiter S 2) bekleiden und sich mit der dabei erworbenen Expertise für anschließende Verwendungen im Militärischen Nachrichtenwesen qualifiziert haben. Der Werdegang baut Offiziere gezielt für eine spätere Verwendung als Stabsoffizier im streitkräftegemeinsamen Kompetenzbereich Militärisches Nachrichtenwesen auf. Grundsätzlich werden zukünftig nur Stabsoffiziere im Kompetenzbereich Militärisches Nachrichtenwesen geführt, die bereits eine Vorverwendung im Militärischen Nachrichtenwesen durchlaufen haben.

### Konzept für die Ausbildung
Das Konzept für die Ausbildung umfasst verbindliche Vorgaben für die Aus-, Fort- sowie Weiterbildung und führt die verschiedenen Aspekte der Individual- und Teamausbildung zusammen. Die Grundlagenausbildung erfolgt in eigenen Ausbildungsgängen durch Basisqualifikationen für Stabsoffiziere, Offiziere und Unteroffiziere mit Portepee. Die gesammelten Erfahrungen und gewonnenen
Erkenntnisse sowie die identifizierten Erfordernisse aus den Einsätzen und einsatzgleichen Verpflichtungen fließen in die wachsende Ausbildungslandschaft ein.

### Ausbildungszentrum CIR
Das Ausbildungszentrum CIR mit der Außenstelle in Flensburg ist die zentrale Ausbildungseinrichtung der Bundeswehr für das Militärische Nachrichtenwesen. Bis 2024 war die Außenstelle die selbständige Schule für Strategische Aufklärung der Bundeswehr. Das Ausbildungszentrum CIR führt die lehrgangsgebundene Ausbildung für die Soldaten des Militärischen Nachrichtenwesens aus allen Teilstreitkräften und Organisationsbereichen der Bundeswehr durch. Das Personal des Militärischen Nachrichtenwesens durchläuft ihre Basisausbildung in Flensburg, die durch diverse Spezial- und Vertiefungslehrgänge ergänzt wird, um die notwendigen Kenntnisse, Fertigkeiten sowie Fähigkeiten zu erwerben. Derzeit reicht das Lehrangebot von Lagebearbeitung über Netzwerkanalyse bis hin zu IT-Systemen MilNW. Jährlich werden bis zu 4500 Lehrgangsteilnehmer in etwa 300 Lehrgängen (40 unterschiedliche) ausgebildet. Durch die Aufstellung eines Übungszentrums Militärisches Nachrichtenwesen an der Schule zur streitkräftegemeinsamen Nutzung soll ein Handlungstraining im Rahmen der Teamausbildung für Stabselemente des Militärischen Nachrichtenwesen auf Grundlage zu erwartender, realistischer Einsatzszenarien implementiert werden.

### Führungsakademie der Bundeswehr
An der Führungsakademie der Bundeswehr in Hamburg findet der Lehrgang „Einbindung des Militärisches Nachrichtenwesen in Landoperationen“ statt. In dem Seminar werden Grundlagen, Prinzipien und wesentliche Aspekte der Leistungserbringung des Militärischen Nachrichtenwesens in Landoperationen vermittelt. Ziel ist, dass die Seminarteilnehmer nach Absolvieren des Lehrgangs ausgewählte Aspekte aus dem Aufgabenbereich eines Stabselementes MilNW, insbesondere im Teilbereich Nachrichtenmanagement auf der taktischen Ebene, bearbeiten können sowie ein Verständnis für die Aufgabe Führung und Planung MilNW als Beitrag zum Führungsprozess entwickelt haben.

### Center und Masterstudiengang
Das Center for Intelligence und Security Studies (CISS) trägt zum institutionalisierten Austausch von Militärischem Nachrichtenwesen mit Wissenschaft und Industrie bei. Der Masterstudiengang Intelligence and Security Studies (MISS) dient der akademischen Ausbildung von Personal für das Militärische Nachrichtenwesen.

### Inübunghaltung am Arbeitsplatz
Das Personal in den Abteilungen G 2 der Großverbände ist im Grundbetrieb in die dezentrale Lagebearbeitung in ihrem vorgesehenen Einsatzgebiet eingebunden. Dadurch kann es besser in Übung gehalten werden und so bei Beginn des eigenen Einsatzzeitraumes innerhalb einer kurzen Einarbeitungszeit die Übernahme der Aufgaben im Einsatz sichergestellt werden.

## Rezeption
Kritiker merken an, dass Struktur, Einfluss und Reichweite der Befugnisse des Militärischen Nachrichtenwesens einem bisher kaum regulierten De-facto-Nachrichtendienst gleichkämen. Aufgrund der über verschiedene Stäbe und Dienststellen hinweg verteilten Personalstärke sei dieser inoffiziell der „größte deutsche Geheimdienst der Bundesrepublik“, der durch regelmäßige Kooperation mit Bundesnachrichtendienst (BND) und MAD auch zivile Teile der Bevölkerung erfassen könne. Sie fordern ein dediziertes MilNW-Gesetz ähnlich den bestehenden Regelungen für bundesdeutsche Nachrichtendienste.